# Campionati europei femminili di sollevamento pesi 1988
I Campionati europei femminili di sollevamento pesi 1988, 1ª edizione della manifestazione, si svolsero a Città di San Marino dal 16 al 19 giugno; in precedenza, si tenne anche la 69ª edizione maschile dei campionati, che si svolsero in una sede diversa, a Cardiff.

## Titoli in palio
| Categoria            | Eventi            | Atlete |
| -------------------- | ----------------- | ------ |
| Pesi mosca           | Fino a 44 kg      | 6      |
| Pesi gallo           | Fino a 48 kg      | 5      |
| Pesi piuma           | Fino a 52 kg      | 6      |
| Pesi leggeri         | Fino a 56 kg      | 6      |
| Pesi medi            | Fino a 60 kg      | 6      |
| Pesi massimi leggeri | Fino a 67.5 kg    | 6      |
| Pesi mediomassimi    | Fino a 75 kg      | 6      |
| Pesi massimi         | Fino a 82.5 kg    | 4      |
| Pesi supermassimi    | Oltre gli 82.5 kg | 5      |

## Nazioni partecipanti
Le nazioni che hanno partecipato ai campionati furono 12 per un totale di 50 atlete partecipanti. Tra queste fu invitata anche una rappresentante dell'Australia. Tra parentesi i partecipanti per nazione.
- Australia (1)
- Austria (1)
- Bulgaria (9)
- Finlandia (5)
- Francia (3)
- Germania Ovest (3)
- Grecia (1)
- Italia (5)
- Portogallo (1)
- Regno Unito (9)
- Spagna (3)
- Ungheria (9)

## Risultati
| Evento              | Oro                  | Oro      | Argento              | Argento  | Bronzo             | Bronzo   |
| ------------------- | -------------------- | -------- | -------------------- | -------- | ------------------ | -------- |
| 44 kg (Dettagli)    |                      |          |                      |          |                    |          |
| Strappo             | Roberta Sforza       | 50,0 kg  | Heta Haukinen        | 47,5 kg  | Csilla Földi       | 45,0 kg  |
| Slancio             | Roberta Sforza       | 65,0 kg  | Marie Hilton         | 60,0 kg  | Ángeles Suárez     | 57,5 kg  |
| Totale              | Roberta Sforza       | 115,0 kg | Marie Hilton         | 105,0 kg | Heta Haukinen      | 100,0 kg |
| 48 kg (Dettagli)    |                      |          |                      |          |                    |          |
| Strappo             | Sara Duarte          | 55,0 kg  | Judit Kósa           | 52,5 kg  | Petra Steinböck    | 45,0 kg  |
| Slancio             | Sara Duarte          | 65,0 kg  | Judit Kósa           | 65,0 kg  | Katerina Karadžova | 57,5 kg  |
| Totale              | Sara Duarte          | 120,0 kg | Judit Kósa           | 117,5 kg | Petra Steinböck    | 100,0 kg |
| 52 kg (Dettagli)    |                      |          |                      |          |                    |          |
| Strappo             | Pauline Haughton     | 60,0 kg  | Hélène Victorini     | 60,0 kg  | Edina Jung         | 60,0 kg  |
| Slancio             | Sandra Gómez         | 80,0 kg  | Maria D'Amico        | 80,0 kg  | Pauline Haughton   | 75,0 kg  |
| Totale              | Pauline Haughton     | 135,0 kg | Sandra Gómez         | 135,0 kg | Edina Jung         | 135,0 kg |
| 56 kg (Dettagli)    |                      |          |                      |          |                    |          |
| Strappo             | Marie Fortheath      | 67,5 kg  | Stéphanie Genna      | 65,0 kg  | Heather Allison    | 60,0 kg  |
| Slancio             | Marie Fortheath      | 85,0 kg  | Stéphanie Genna      | 80,0 kg  | Heather Allison    | 80,0 kg  |
| Totale              | Marie Fortheath      | 152,5 kg | Stéphanie Genna      | 145,0 kg | Heather Allison    | 140,0 kg |
| 60 kg (Dettagli)    |                      |          |                      |          |                    |          |
| Strappo             | Kristiana Koleva     | 75,0 kg  | Maria Christoforidou | 72,5 kg  | Ibolya Torma       | 65,0 kg  |
| Slancio             | Ibolya Torma         | 97,5 kg  | Maria Christoforidou | 90,0 kg  | Kristiana Koleva   | 87,5 kg  |
| Totale              | Maria Christoforidou | 162,5 kg | Kristiana Koleva     | 162,5 kg | Ibolya Torma       | 162,5 kg |
| 67,5 kg (Dettagli)  |                      |          |                      |          |                    |          |
| Strappo             | Anikó Triff-Árkosi   | 87,5 kg  | Kamelija Nikolaeva   | 85,0 kg  | Vălkana Toševa     | 85,0 kg  |
| Slancio             | Vălkana Toševa       | 115,0 kg | Kamelija Nikolaeva   | 112,5 kg | Mária Takács       | 107,5 kg |
| Totale              | Vălkana Toševa       | 200,0 kg | Kamelija Nikolaeva   | 197,5 kg | Anikó Triff-Árkosi | 190,0 kg |
| 75 kg (Dettagli)    |                      |          |                      |          |                    |          |
| Strappo             | Milena Trendafilova  | 90,0 kg  | Senka Asenova        | 87,5 kg  | Klára Kollmann     | 85,0 kg  |
| Slancio             | Milena Trendafilova  | 110,0 kg | Senka Asenova        | 107,5 kg | Klára Kollmann     | 100,0 kg |
| Totale              | Milena Trendafilova  | 200,0 kg | Senka Asenova        | 195,0 kg | Klára Kollmann     | 185,0 kg |
| 82,5 kg (Dettagli)  |                      |          |                      |          |                    |          |
| Strappo             | Miglena Maleškova    | 100,0 kg | Maria Ivanova        | 82,5 kg  | Alda Dal Santo     | 77,5 kg  |
| Slancio             | Miglena Maleškova    | 120,0 kg | Maria Ivanova        | 102,5 kg | Sandra Vokroy      | 95,0 kg  |
| Totale              | Miglena Maleškova    | 220,0 kg | Maria Ivanova        | 185,0 kg | Sandra Vokroy      | 172,5 kg |
| +82,5 kg (Dettagli) |                      |          |                      |          |                    |          |
| Strappo             | Erika Takács         | 92,5 kg  | Snežana Vasileva     | 90,0 kg  | Veronika Tóbiás    | 80,0 kg  |
| Slancio             | Erika Takács         | 122,5 kg | Snežana Vasileva     | 107,5 kg | Veronika Tóbiás    | 105,0 kg |
| Totale              | Erika Takács         | 215,0 kg | Snežana Vasileva     | 197,5 kg | Veronika Tóbiás    | 185,0 kg |

## Medagliere

### Grandi (totale)
Riferito al totale dell'esercizio: 10 nazioni sono entrate nel medagliere.
| Posiz. | Nazione     | Oro | Argento | Bronzo | Totale |
| ------ | ----------- | --- | ------- | ------ | ------ |
| 1      | Bulgaria    | 3   | 5       | 0      | 8      |
| 2      | Regno Unito | 2   | 1       | 2      | 5      |
| 3      | Ungheria    | 1   | 1       | 5      | 7      |
| 4      | Grecia      | 1   | 0       | 0      | 1      |
| 4      | Portogallo  | 1   | 0       | 0      | 1      |
| 4      | Italia      | 1   | 0       | 0      | 1      |
| 7      | Francia     | 0   | 1       | 0      | 1      |
| 7      | Spagna      | 0   | 1       | 0      | 1      |
| 9      | Austria     | 0   | 0       | 1      | 1      |
| 9      | Finlandia   | 0   | 0       | 1      | 1      |
| Totale | Totale      | 9   | 9       | 9      | 27     |

### Grandi (totale) e Piccole (Strappo e Slancio)
Riferito al totale dell'esercizio e delle due specialità. Due nazioni rimasero fuori dal medagliere, Australia e Germania Ovest.
| Posiz. | Nazione     | Oro | Argento | Bronzo | Totale |
| ------ | ----------- | --- | ------- | ------ | ------ |
| 1      | Bulgaria    | 9   | 13      | 3      | 25     |
| 2      | Ungheria    | 5   | 3       | 13     | 21     |
| 3      | Regno Unito | 5   | 2       | 6      | 13     |
| 4      | Italia      | 3   | 1       | 1      | 5      |
| 5      | Portogallo  | 3   | 0       | 0      | 3      |
| 6      | Grecia      | 1   | 2       | 0      | 3      |
| 7      | Spagna      | 1   | 1       | 1      | 3      |
| 8      | Francia     | 0   | 4       | 0      | 4      |
| 9      | Finlandia   | 0   | 1       | 1      | 2      |
| 10     | Austria     | 0   | 0       | 2      | 2      |
| Totale | Totale      | 27  | 27      | 27     | 81     |

## Gare

### Fino a 44 kg.
| Pos. | Atleta                 | Peso atleta | Strappo (kg) | Strappo (kg) | Strappo (kg) | Strappo (kg) | Slancio (kg) | Slancio (kg) | Slancio (kg) | Slancio (kg) | Totale |
| Pos. | Atleta                 | Peso atleta | 1            | 2            | 3            | Pos.         | 1            | 2            | 3            | Pos.         | Totale |
| ---- | ---------------------- | ----------- | ------------ | ------------ | ------------ | ------------ | ------------ | ------------ | ------------ | ------------ | ------ |
|      | Roberta Sforza (ITA)   | 43.65       | 50.0         |              |              |              | 65.0         |              |              |              | 115.0  |
|      | Marie Hilton (GBR)     | 43.85       | 45.0         |              |              | 4            | 60.0         |              |              |              | 105.0  |
|      | Heta Haukinen (FIN)    | 43.40       | 47.5         |              |              |              | 52.5         |              |              | 5            | 100.0  |
| 4    | Csilla Földi (HUN)     | 43.40       | 45.0         |              |              |              | 55.0         |              |              | 4            | 100.0  |
| 5    | Ángeles Suárez (ESP)   | 43.70       | 42.5         |              |              | 5            | 57.5         |              |              |              | 100.0  |
| 6    | Cristina Siverio (ESP) | 41.30       | 40.0         |              |              | 6            | 45.0         |              |              | 6            | 85.0   |

### Fino a 48 kg.
| Pos. | Atleta                   | Peso atleta | Strappo (kg) | Strappo (kg) | Strappo (kg) | Strappo (kg) | Slancio (kg) | Slancio (kg) | Slancio (kg) | Slancio (kg) | Totale |
| Pos. | Atleta                   | Peso atleta | 1            | 2            | 3            | Pos.         | 1            | 2            | 3            | Pos.         | Totale |
| ---- | ------------------------ | ----------- | ------------ | ------------ | ------------ | ------------ | ------------ | ------------ | ------------ | ------------ | ------ |
|      | Sara Duarte (PRT)        | 47.70       | 55.0         |              |              |              | 65.0         |              |              |              | 120.0  |
|      | Judit Kósa (HUN)         | 47.80       | 52.5         |              |              |              | 65.0         |              |              |              | 117.5  |
|      | Petra Steinböck (AUT)    | 44.45       | 45.0         |              |              |              | 55.0         |              |              | 4            | 100.0  |
| 4    | Katerina Karadžova (BGR) | 47.45       | 42.5         |              |              | 5            | 57.5         |              |              |              | 100.0  |
| 5    | Danila Manca (ITA)       | 45.50       | 45.0         |              |              | 4            | 50.0         |              |              | 5            | 95.0   |

### Fino a 52 kg.
| Pos. | Atleta                 | Peso atleta | Strappo (kg) | Strappo (kg) | Strappo (kg) | Strappo (kg) | Slancio (kg) | Slancio (kg) | Slancio (kg) | Slancio (kg) | Totale |
| Pos. | Atleta                 | Peso atleta | 1            | 2            | 3            | Pos.         | 1            | 2            | 3            | Pos.         | Totale |
| ---- | ---------------------- | ----------- | ------------ | ------------ | ------------ | ------------ | ------------ | ------------ | ------------ | ------------ | ------ |
|      | Pauline Houghton (GBR) | 50.90       | 60.0         |              |              |              | 75.0         |              |              |              | 135.0  |
|      | Sandra Gómez (ESP)     | 51.60       | 55.0         |              |              | 4            | 80.0         |              |              |              | 135.0  |
|      | Edina Jung (HUN)       | 51.80       | 60.0         |              |              |              | 75.0         |              |              | 4            | 135.0  |
| 4    | Maria D'Amico (HUN)    | 51.70       | 52.5         |              |              | 6            | 80.0         |              |              |              | 132.5  |
| 5    | Hélène Victorini (FRA) | 51.30       | 60.0         |              |              |              | 70.0         |              |              | 6            | 130.0  |
| 6    | Paivi Kiviluoma (FIN)  | 50.60       | 52.5         |              |              | 5            | 72.5         |              |              | 5            | 125.0  |

### Fino a 56 kg.
| Pos. | Atleta                     | Peso atleta | Strappo (kg) | Strappo (kg) | Strappo (kg) | Strappo (kg) | Slancio (kg) | Slancio (kg) | Slancio (kg) | Slancio (kg) | Totale |
| Pos. | Atleta                     | Peso atleta | 1            | 2            | 3            | Pos.         | 1            | 2            | 3            | Pos.         | Totale |
| ---- | -------------------------- | ----------- | ------------ | ------------ | ------------ | ------------ | ------------ | ------------ | ------------ | ------------ | ------ |
|      | Marie Fortheath (GBR)      | 54.90       | 67.5         |              |              |              | 85.0         |              |              |              | 152.5  |
|      | Stéphanie Genna (FRA)      | 54.90       | 65.0         |              |              |              | 80.0         |              |              |              | 145.0  |
|      | Allison Heather (GBR)      | 55.10       | 60.0         |              |              |              | 80.0         |              |              |              | 140.0  |
| 4    | Elina Sorakunnas (FIN)     | 55.50       | 47.5         |              |              | 5            | 72.5         |              |              | 4            | 120.0  |
| 5    | Korinna Heinrich (FRG)     | 53.10       | 50.0         |              |              | 4            | 65.0         |              |              | 5            | 115.0  |
| 6    | Clementina Veneziano (ITA) | 56.00       | 45.0         |              |              | 6            | 60.0         |              |              | 6            | 105.0  |

### Fino a 60 kg.
| Pos. | Atleta                    | Peso atleta | Strappo (kg) | Strappo (kg) | Strappo (kg) | Strappo (kg) | Slancio (kg) | Slancio (kg) | Slancio (kg) | Slancio (kg) | Totale |
| Pos. | Atleta                    | Peso atleta | 1            | 2            | 3            | Pos.         | 1            | 2            | 3            | Pos.         | Totale |
| ---- | ------------------------- | ----------- | ------------ | ------------ | ------------ | ------------ | ------------ | ------------ | ------------ | ------------ | ------ |
|      | Maria Christoforidi (GRC) | 59.40       | 72.5         |              |              |              | 90.0         |              |              |              | 162.5  |
|      | Hristina Koleva (BGR)     | 59.60       | 75.0         |              |              |              | 87.5         |              |              |              | 162.5  |
|      | Ibola Torma (HUN)         | 59.80       | 65.0         |              |              |              | 97.5         |              |              |              | 162.5  |
| 4    | Debbie Lewis (GBR)        | 58.75       | 60.0         |              |              | 4            | 85.0         |              |              | 4            | 145.0  |
| 5    | Mervi Hamalainen (FIN)    | 58.50       | 57.5         |              |              | 5            | 77.5         |              |              | 5            | 135.0  |
| 6    | Caroline Arno (GBR)       | 57.25       | 52.5         |              |              | 6            | 75.0         |              |              | 6            | 127.5  |

### Fino a 67,5 kg.
| Pos. | Atleta                   | Peso atleta | Strappo (kg) | Strappo (kg) | Strappo (kg) | Strappo (kg) | Slancio (kg) | Slancio (kg) | Slancio (kg) | Slancio (kg) | Totale |
| Pos. | Atleta                   | Peso atleta | 1            | 2            | 3            | Pos.         | 1            | 2            | 3            | Pos.         | Totale |
| ---- | ------------------------ | ----------- | ------------ | ------------ | ------------ | ------------ | ------------ | ------------ | ------------ | ------------ | ------ |
|      | Vălkana Toševa (BGR)     | 66.80       | 85.0         |              |              |              | 115.0        |              |              |              | 200.0  |
|      | Kamelija Nikolaeva (BGR) | 65.00       | 85.0         |              |              |              | 112.5        |              |              |              | 197.5  |
|      | Anikó Triff-Ártosi (HUN) | 67.30       | 87.5         |              |              |              | 102.5        |              |              | 5            | 190.0  |
| 4    | Mária Takács (HUN)       | 66.55       | 77.5         |              |              | 6            | 107.5        |              |              |              | 185.0  |
| 5    | Jeanette Rose (GBR)      | 66.50       | 77.5         |              |              | 5            | 105.0        |              |              | 4            | 182.5  |
| 6    | Veronique Roche (FRA)    | 67.10       | 85.0         |              |              | 4            | 95.0         |              |              | 6            | 180.0  |

### Fino a 75 kg.
| Pos. | Atleta                    | Peso atleta | Strappo (kg) | Strappo (kg) | Strappo (kg) | Strappo (kg) | Slancio (kg) | Slancio (kg) | Slancio (kg) | Slancio (kg) | Totale |
| Pos. | Atleta                    | Peso atleta | 1            | 2            | 3            | Pos.         | 1            | 2            | 3            | Pos.         | Totale |
| ---- | ------------------------- | ----------- | ------------ | ------------ | ------------ | ------------ | ------------ | ------------ | ------------ | ------------ | ------ |
|      | Milena Trendafilova (BGR) | 72.50       | 90.0         |              |              |              | 110.0        |              |              |              | 200.0  |
|      | Senka Asenova (BGR)       | 70.60       | 87.5         |              |              |              | 107.5        |              |              |              | 195.0  |
|      | Klára Kollmann (HUN)      | 72.50       | 85.0         |              |              |              | 100.0        |              |              |              | 185.0  |
| 4    | Christine Starling (GBR)  | 68.10       | 70.0         |              |              | 4            | 77.5         |              |              | 4            | 147.5  |
| 5    | Silke Walentin (FRG)      | 71.50       | 55.0         |              |              | 5            | 77.5         |              |              | 5            | 132.5  |
| —    | Sally Penson (AUS)        | 74.70       | 67.5         |              |              | —            | 97.5         |              |              | —            | —      |

### Fino a 82,5 kg.
| Pos. | Atleta                  | Peso atleta | Strappo (kg) | Strappo (kg) | Strappo (kg) | Strappo (kg) | Slancio (kg) | Slancio (kg) | Slancio (kg) | Slancio (kg) | Totale |
| Pos. | Atleta                  | Peso atleta | 1            | 2            | 3            | Pos.         | 1            | 2            | 3            | Pos.         | Totale |
| ---- | ----------------------- | ----------- | ------------ | ------------ | ------------ | ------------ | ------------ | ------------ | ------------ | ------------ | ------ |
|      | Miglena Maleškova (BGR) | 81.30       | 100.0        |              |              |              | 120.0        |              |              |              | 220.0  |
|      | Maria Ivanova (BGR)     | 82.50       | 82.5         |              |              |              | 102.5        |              |              |              | 185.0  |
|      | Sandra Vokroy (GBR)     | 76.90       | 77.5         |              |              | 4            | 95.0         |              |              |              | 172.5  |
| 4    | Alda Dal Santo (ITA)    | 75.90       | 77.5         |              |              |              | 92.5         |              |              | 4            | 170.0  |

### Oltre 82,5 kg.
| Pos. | Atleta                    | Peso atleta | Strappo (kg) | Strappo (kg) | Strappo (kg) | Strappo (kg) | Slancio (kg) | Slancio (kg) | Slancio (kg) | Slancio (kg) | Totale |
| Pos. | Atleta                    | Peso atleta | 1            | 2            | 3            | Pos.         | 1            | 2            | 3            | Pos.         | Totale |
| ---- | ------------------------- | ----------- | ------------ | ------------ | ------------ | ------------ | ------------ | ------------ | ------------ | ------------ | ------ |
|      | Erika Takács (HUN)        | 82.70       | 92.5         |              |              |              | 122.5        |              |              |              | 215.0  |
|      | Snežana Vasileva (BGR)    | 89.00       | 90.0         |              |              |              | 107.5        |              |              |              | 197.5  |
|      | Veronika Tóbiás (HUN)     | 85.00       | 80.0         |              |              |              | 105.0        |              |              |              | 185.0  |
| 4    | Annamarija Roppanen (FIN) | 82.90       | 67.5         |              |              | 4            | 85.0         |              |              | 4            | 152.5  |
| 5    | Heidi Schönhofen (FRG)    | 87.40       | 62.5         |              |              | 5            | 85.0         |              |              | 5            | 147.5  |